# Steven Smith (űrhajós)
Steven Lee Smith (Phoenix, Arizona, 1958. december 30. –) amerikai mérnök, űrhajós.

## Életpálya
1981-ben szerzett villamosmérnöki diplomát. 1982-ben megvédte diplomáját. 1982-1985 között  az IBM Large Scale Integration Technology Group vállalat technikai csoportvezetője. 1987-ben a Stanford Egyetemen menedzseri diplomát szerzett. 1989-től az IBM termékmenedzsere.
1992. március 31-től a Lyndon B. Johnson Űrközpontban részesült űrhajóskiképzésben. Az Űrhajózási Iroda megbízásából a Space Shuttle főmotorok, a szilárd hajtóanyagú rakéták biztonságával foglalkozott. Négy űrszolgálata alatt összesen 40 napot, 0 órát és 16 percet (960 óra) töltött a világűrben. Hét űrsétán (kutatás, szerelés) vett részt, összesen  49 óra 25 percig volt távol az űrrepülőgéptől. Űrhajós pályafutását 2005 januárjában fejezte be. A NASA részéről a Nemzetközi Űrállomás (ISS) Automatizált Transfer Vehicle (ATV) vezetője. A NASA ISS programjában összekötő az Európai Űrügynökséggel.

## Űrrepülések
- STS–68, az Endeavour űrrepülőgép 7. repülésének küldetésspecialistája. Globális környezeti változások tanulmányozása egy környezeti és geológiai program keretében. A Föld felszínéről radartérképet készítettek. Több mint 14 000 fényképet készítettek. Első űrszolgálata alatt összesen 11 napot, 5 órát és 46 percet (270 óra) töltött a világűrben. 7 569 092 kilométert (4 703 216 mérföldet) repült, 182 kerülte meg a Földet.
- STS–82, a Discovery űrrepülőgép 22. repülésének küldetésspecialistája. A legénység több űrséta (kutatás, szerelés) alatt a Hubble űrtávcső (HST) nagyjavítását végezte. Második űrszolgálata alatt összesen 9 napot, 23 órát és 31 percet (240 óra) töltött a világűrben. 10 500 000 kilométert (6 500 000 mérföldet) repült, 149 alkalommal kerülte meg a Földet.
- STS–103, a Discovery űrrepülőgép 27. repülésének küldetésspecialistája. A legénység több űrséta (kutatás, szerelés) alatt a Hubble űrtávcső (HST) harmadik nagyjavítását végezte. Harmadik űrszolgálata alatt összesen 7 napot, 23 órát és 11 percet (191 óra) töltött a világűrben.5 230 000 kilométert (3 250 000 mérföldet) repült, 119 kerülte meg a Földet.
- STS–110, az Atlantis űrrepülőgép 25. repülésének küldetésspecialistája. A 13. küldetés a Nemzetközi Űrállomásra (ISS), leszállították az első szegmenst, a központi rácsszerkezetet. Az S0 elem tizenkét tonnás, 13,4 méter hosszú és 4,6 méter széles. Hatodik űrszolgálata alatt összesen 10 napot, 19 órát és 42 percet (260 óra) töltött a világűrben. 7 240 000 kilométert (4 500 000 mérföldet) repült, 171 kerülte meg a Földet.